# 北海道道326号桑园停车场线
北海道道326号桑园停车场线（日语：北海道道326号桑園停車場線）是一条位于北海道石狩振兴局管内札幌市中央区内的普通道级道路（北海道道）。全線均为札幌市管理路線。

## 指定区間
- 起点：北海道札幌市中央区北10条西15丁目（＝JR函馆本線桑园站）
- 終点：北海道札幌市中央区北1条西14丁目（＝北海道道124号宫之泽北一条线交点）
- 总長：1.2千米

## 经过的自治体
- 石狩振兴局
  - 札幌市（中央区）

## 主要连接道路
- 札幌市中央区
  - 北海道道124号宫之泽北一条线＝北1条西14丁目（终点）

## 历史
- 1994年10月1日 路線编号变更为326号。（1994年北海道告示第1468号）